# Philodamia pingxiang
Philodamia pingxiang là một loài nhện trong họ Thomisidae.
Loài này thuộc chi Philodamia. Philodamia pingxiang được miêu tả năm 2007 bởi Zhu & Ono.